# الحكومة القومية
الحكومة القومية، أو رسميًا الحكومة الوطنية لجمهورية الصين، أو الجمهورية الصينية الثانية، وتمتد في الفترة من 1 يوليو 1925 إلى 20 مايو 1948 بقيادة حزب الكومينتانغ، الحزب القومي الصيني، ومنه اشتُق الاسم. ظلت تلك الحكومة قائمة حتى استُبدلت بالحكومة الصينية الحالية وفقًا للدستور الجديد.
بعد اندلاع ثورة شينهاي في 10 أكتوبر 1911، انتُخب الزعيم الثوري صن يات صن رئيسًا مؤقتًا، وأسس الحكومة المؤقتة لجمهورية الصين. لكن للحفاظ على الوحدة الوطنية، تنازل صن عن الرئاسة للرجل العسكري القوي يوان شيكاي، الذي أسس حكومة بيانغ، لكن بعد محاولة فاشلة لتثبيت نفسه إمبراطورًا للصين، توفي يوان عام 1916، تاركًا فراغًا في السلطة أدى إلى تقسيم الصين إلى عدة إقطاعيات لأمراء الحرب والحكومات المتنافسة. إلى أن وحدتهم اسميًا في عام 1928 حكومة مقرها نانجينغ بقيادة شيانغ كاي شيك، التي حكمت البلاد بعد البعثة الشمالية دولةً ذات حزب واحد تحت حكم الكومينتانغ، وحصلت لاحقًا على الاعتراف الدولي بوصفها الممثل الشرعي للصين.

## التاريخ
تأسست جمهورية الصين رسميًا في 1 يناير 1912 في البر الرئيسي للصين بعد ثورة شينهاي، وهي أقدم جمهورية باقية حتى الآن في شرق آسيا. بدأت مع انتفاضة ووتشانج في 10 أكتوبر 1911، لتحل محل سلالة تشينغ التي انتهت بعد ألفي عام من الحكم الإمبراطوري في الصين. أما السلطة المركزية فقد تراجعت وتضاءلت على يد أمراء الحرب (1915-1928)، والغزو الياباني للبلاد (1937-1945)، والحرب الأهلية الصينية (1927-1949)، وكانت السلطة المركزية قوية خلال عقد نانجينغ (1927-1937)، عندما أصبحت الصين تحت سيطرة حزب الكومينتانغ في ظل دولة استبدادية ذات حزب واحد.
بعد نهاية الحرب العالمية الثانية، تنازلت إمبراطورية اليابان عن تايوان والجزر التابعة لها، ووُضعت تايوان تحت السيطرة الإدارية لجمهورية الصين. مشروعية هذا النقل موضع خلاف وهي من جوانب النزاع السياسي في تايوان. استؤنفت الحرب الاهلية بين الكومينتانغ الحاكم والحزب الشيوعي الصيني، رغم محاولات الوساطة التي بذلتها الولايات المتحدة. وشرعت الحكومة القومية في صياغة دستور جمهورية الصين في إطار جمعية وطنية، لكن الشيوعيين قاطعوها. وبإصدار الدستور، أُلغيت الحكومة القومية وحل محلها حكومة جمهورية الصين. وبعد هزيمتهم في الحرب الأهلية، نقلت الحكومة القومية عاصمتهم إلى تايبيه زاعمة أنها الحكومة الشرعية للبر الرئيسي.

### تأسيسها
تأسست الحكومة الوطنية لجمهورية الصين في غوانزو بعد 4 أشهر من وفاة صن في 12 مارس 1925، أي في 1 يوليه 1925. وفي العام التالي أصبح شيانغ كاي شيك الزعيم الفعلي للحزب القومي الصيني. قاد شيانغ الحملة الشمالية عبر الصين ضد أمراء الحرب لتوحيد البلاد. حصل شيانغ على دعم الاتحاد السوفيتي والحزب الشيوعي الصيني، لكنه سرعان ما استبعد مستشاريه السوفييت. إذ رأى أنهم يريدون التخلص من حزب الكيومينتانغ والاستيلاء على الحكم.
قرر شيانغ أن يضرب أولًا بالتخلص من الشيوعيين، ونشبت صراعات عنيفة في جنوب الصين حيث تفوق الحزب الشيوعي وأخذ يذبح مؤيدي القوميين. ما أدى إلى الحرب الأهلية الصينية بين الحزبين القومي والشيوعي. ونقل شيانغ كاي الحكومة القومية إلى نانجينج عام 1927. كان اليساريون داخل حزب الكيومينتانغ لا يزالون متحالفين مع الشيوعيين بقيادة وانغ جينغوي، وشكلوا حكومة قومية منافسة في ووهان، لكنهم سرعان ما انضموا إلى شيانغ في نانجينغ في أغسطس 1927. وبحلول العام التالي، استولى جيش شيانغ على بكين بعد الإطاحة بحكومة بيانج وتوحيد الأمة بالكامل، على الأقل اسميًا، احتفالًا ببداية عقد نانجينج.

### عقد نانجينج والحرب مع اليابان
وفقاً لنظرية المراحل الثلاث للثورة التي وضعها صن يات صن، كان على حزب الكيومينتانغ إعادة بناء الصين على 3 مراحل: أولًا التوحيد العسكري، الذي نُفذ بالبعثة الشمالية، وثانيًا الوصاية السياسية، من طريق حكومة مؤقتة يرأسها حزب الكيومينتانغ لتثقيف الناس بشأن حقوقهم السياسية والمدنية، وثالثًا الحكومة الدستورية. وبحلول عام 1928، بدأ القوميون المرحلة الثانية، بعد أن استولوا على السلطة عسكريًا وأعادوا توحيد الصين، وأصدروا دستورًا مؤقتًا. انتُقِد حزب الكيومينتانغ لتأسيسه للحكم الاستبدادي، مع أنه زعم أنه يحاول تأسيس مجتمع ديمقراطي حديث.
من بين المؤسسات الأخرى، أنشؤوا في ذلك الوقت الأكاديمية في سينيكا، وبنك الصين المركزي، ووكالات أخرى. وفي عام 1932، أرسلت الصين فريقاً لحضور الألعاب الأوليمبية للمرة الأولى. يزعم المؤرخون، مثل إدموند فونغ، أن تأسيس الديمقراطية في الصين في ذلك الوقت لم يكن ممكنًا. فقد كانت الأمة في حالة حرب وانقسمت بين الشيوعيين والقوميين. إضافةً إلى أن الفساد داخل الحكومة والافتقار إلى التوجيه يعيقان إجراء أي إصلاح ملموس. أدرك شيانغ عدم وجود عمل حقيقي في إطار إدارته. وكتبت الحكومة القومية مشروع دستور في 5 مايو 1936. كان القتل الجماعي تحت زعامة القوميين شائعًا وحصد الملايين. إلى جانب الوفيات الناجمة عن التجنيد الإجباري[بحاجة لمصدر] في الجيش والإرهاب الأبيض.
واجه القوميون تحديًا جديدًا مع الغزو الياباني لمنشوريا عام 1931، ومع استمرار الأعمال العدائية طيلة الحرب اليابانية الصينية الثانية، التي كانت جزءًا من الحرب العالمية الثانية، بين عامي 1937 و1945. انسحبت حكومة جمهورية الصين من نانجينغ إلى تشونغتشينغ. وفي عام 1945، بعد ثماني سنوات من الحرب، استسلمت اليابان وأصبحت الجمهورية الصينية من الأعضاء المؤسسين للأمم المتحدة. وعادت الحكومة إلى نانجينج عام 1946

### ما بعد الحرب العالمية الثانية
بعد هزيمة اليابان في الحرب العالمية الثانية تم تسليم تايوان إلى الحلفاء. وأعلنت الحكومة الصينية إنشاء حكومة إقليمية في الجزيرة. وامتدت الإدارة العسكرية الصينية لتضم تايوان، ما أدى إلى انتشار الاضطرابات وزيادة التوتر بين سكان تايوان المحليين والبر الرئيسي، وأدى إطلاق النار على شخص مدني في 28 فبراير 1947 إلى حالة من الاضطراب في جميع أنحاء الجزيرة، قُمعت بوحشية باستخدام القوة العسكرية في ما يعرف الآن بحادثة 28 فبراير. تتراوح التقديرات الرئيسية للخسائر بين 18 ألف و30 ألف، أغلبهم من أهل النخبة في تايوان. وقد كان لتلك الحادثة آثار بعيدة المدى في التاريخ التايواني اللاحق.
بين عامي 1945 و1947، اتفق القوميون والشيوعيون، بوساطة من الولايات المتحدة، على بدء سلسلة من محادثات السلام الساعية إلى إنشاء حكومة ائتلافية. واتفق الطرفان على فتح محادثات متعددة الأحزاب بشأن الإصلاحات السياسية في فترة ما بعد الحرب العالمية الثانية من خلال مؤتمر تشاوري سياسي. وقد أدرج ذلك في الاتفاق العاشر المزدوج. ونفذت هذا الاتفاق الحكومة القومية التي نظمت أول جمعية استشارية سياسية في الفترة من 10 إلى 31 يناير 1946. وحضر المؤتمر في تشونغتشينغ ممثلون عن الكومينتانغ، والحزب الشيوعي الصيني، وحزب الشباب الصيني، والرابطة الديمقراطية الصينية، ومندوبين مستقلين. لكن فشل الطرفان في التوصل إلى اتفاق واستؤنفت الحرب الأهلية. وفي سياق العداء السياسي والعسكري، استدعى القوميون الجمعية الوطنية دون مشاركة الشيوعيين وصدر دستور جمهورية الصين. وانتقد الشيوعيون الدستور، ما أدى ذلك إلى الانفصال الأخير بين الجانبين. واستؤنفت الحرب الأهلية بدءًا من عام 1947.
وبعد انتخابات الجمعية الوطنية، اعتمدت الجمعية الوطنية مشروع الدستور في 25 ديسمبر 1946، وأصدرته الحكومة الوطنية في 1 يناير 1947، ودخل حيز التنفيذ في 25 ديسمبر 1947. وهي المرحلة الثالثة والأخيرة لبناء الصين وفقًا لحزب الكيومنتانغ. وانتخبت الجمعية الوطنية شيانغ كاي شيك الرئيس الأول لجمهورية الصين بموجب الدستور عام 1948، ولي زونغرين نائبًا للرئيس. وأُلغيت الحكومة القومية في 20 مايو 1948 بعد تشكيل حكومة جمهورية الصين بتنصيب رئيس الجمهورية شيانغ. ورغم دعوة الشيوعيين إلى الانضمام إلى الاتفاقية التي صاغتها، فقد قاطعوها وأعلنوا بعد التصديق أنها لن تعترف بالدستور، وأن كل مشاريع القوانين التي تمررها الإدارة القومية سوف يتم تجاهلها أيضًا. اعترض زهو إنلاي على شرعية الجمعية الوطنية عام 1947 وهاجم حزب الكيومنتانغ واصفًا أعضاء الجمعية الوطنية بأنهم لا يمثلون الشعب الصيني تمثيلًا شرعيًا.

## الحكومة
حكمت الحكومة الوطنية من خلال حزبين تحت أيديولوجية دانغ غوو، ما يجعلها في الواقع دولة ذات حزب واحد، غير أن الأطراف القائمة واصلت العمل وتشكلت أطراف جديدة. وبعد نهاية الحرب العالمية الثانية، خاصةً بعد اعتماد الدستور عام 1946، أُعيد تشكيل الحكومة الوطنية لتضم عدة أحزاب، استعدادًا لقيام حكومة ديمقراطية بالكامل.
في فبراير 1928، عقدت الدورة العامة الرابعة للمؤتمر الوطني الثاني لكومينتانغ في نانجينغ وأقرت قانون إعادة تنظيم الحكومة الوطنية. نص هذا القانون على أن تتولى اللجنة التنفيذية المركزية لكومينتانغ توجيه الحكومة الوطنية وتنظيمها، مع لجنة الحكومة المركزية لكومينتانغ. وتوجد في إطار الحكومة الوطنية سبع وزارات: الداخلية والخارجية والمالية والنقل والعدل والزراعة والتجارة، إضافةً إلى مؤسسات مثل المحكمة العليا والمؤسسات الرقابية في يوان والأكاديمية العامة.
وبإصدار القانون الأساسي للحكومة الوطنية في أكتوبر 1928، أُعيد تنظيم الحكومة في خمس جهات مختلفة: التنفيذية والتشريعية والقضائية والتحقيقية والرقابية. وكان من المقرر أن يكون رئيس الحكومة الوطنية هو رئيس الدولة والقائد الأعلى للجيش الثوري الوطني. وعُين السيد شيانغ كاي شيك أول رئيس للحكومة الوطنية، على أن يستمر في المنصب حتى عام 1931. ونص القانون الأساسي أيضًا على أن يمارس الكومينتانغ السلطة السيادية خلال فترة الوصاية السياسية، على أن يقره المجلس الوطني واللجنة التنفيذية المركزية التابعة له، وأن يوجه المجلس السياسي التابع لكيومينتانغ الحكومة الوطنية ويشرف عليها في تنفيذ الشؤون الوطنية المهمة، وأن يملك المجلس سلطة تفسير أو تعديل القانون الأساسي.